# FC UTA Arad
FC UTA Arad, grundad 18 april 1945, är en fotbollsklubb i Arad i Rumänien. Klubben spelar säsongen 2020/2021 i den rumänska högstadivisionen, Liga I.
UTA hade sina största framgångar i mitten på 1900-talet, då klubben vann sex ligatitlar och två cuptitlar mellan 1947 och 1970. Säsongen 1947/1948 vann UTA dessutom dubbeln med både liga- och cuptitel, klubbens tredje säsong sedan grundandet. Utöver de nationella meriterna gick även UTA till kvartsfinal i Uefacupen 1971/1972, första säsongen turneringen spelades. UTA blev där utslagna av engelska Tottenham, som sedan skulle vinna hela turneringen.

## Meriter
- Divizia A (6): 1946/1947, 1947/1948, 1950, 1954, 1968/1969, 1969/1970
- Rumänska cupen (2): 1947/1948, 1953